# Каїнта
Каїнта, офіційно муніципалітет Каїнта (філіппінська: Bayan ng Cainta), — високоурбанізований муніципалітет 1-го класу в провінції Рісаль, Філіппіни. За даними перепису населення 2020 року, його населення становить 376 933 особи.
Це один із найстаріших муніципалітетів на Лусоні (заснований 15 серпня 1571 року) і має площу землі 4299 га (10620 акрів).
Каїнта служить вторинними воротами до решти провінції Рісаль з Національного столичного регіону. Завдяки безперервному розширенню Національного столичного регіону, Каїнта тепер є частиною агломерації Маніли, яка сягає Кардони в своїй східній частині і, отже, є одним з найбільш урбанізованих міст.

## Етимологія
Одна з легенд свідчить, що там була стара жінка на ім'я "Хасінта", яку добре знали не лише у своєму рідному місті, а й у сусідніх містах. У молодості вона була дуже популярна завдяки своїй великій красі, доброті та багатству. Хоча вона була членом дуже багатого клану, вона виявляла щедрість серця до бідних. Отже, її стали дуже любити і поважати.

## Географія
Каїнта обмежена на півночі Марікіною та Антиполо, але не обмежена Сан-Матео, на заході — Пасігом, а на сході та півдні — Тайтай. Він розташований в долині Марікіна, що на 10% складається з пагорбів і на 90% є житлово-промисловими. Тут найбільша кількість річок і струмків у провінції. Історики стверджують, що старі географічні кордони Каїнти охоплювали гірські схили Монталбану.

## Населення
За даними перепису населення 2020 року, населення Каїнти становить 376 933 особи.

## Галерея

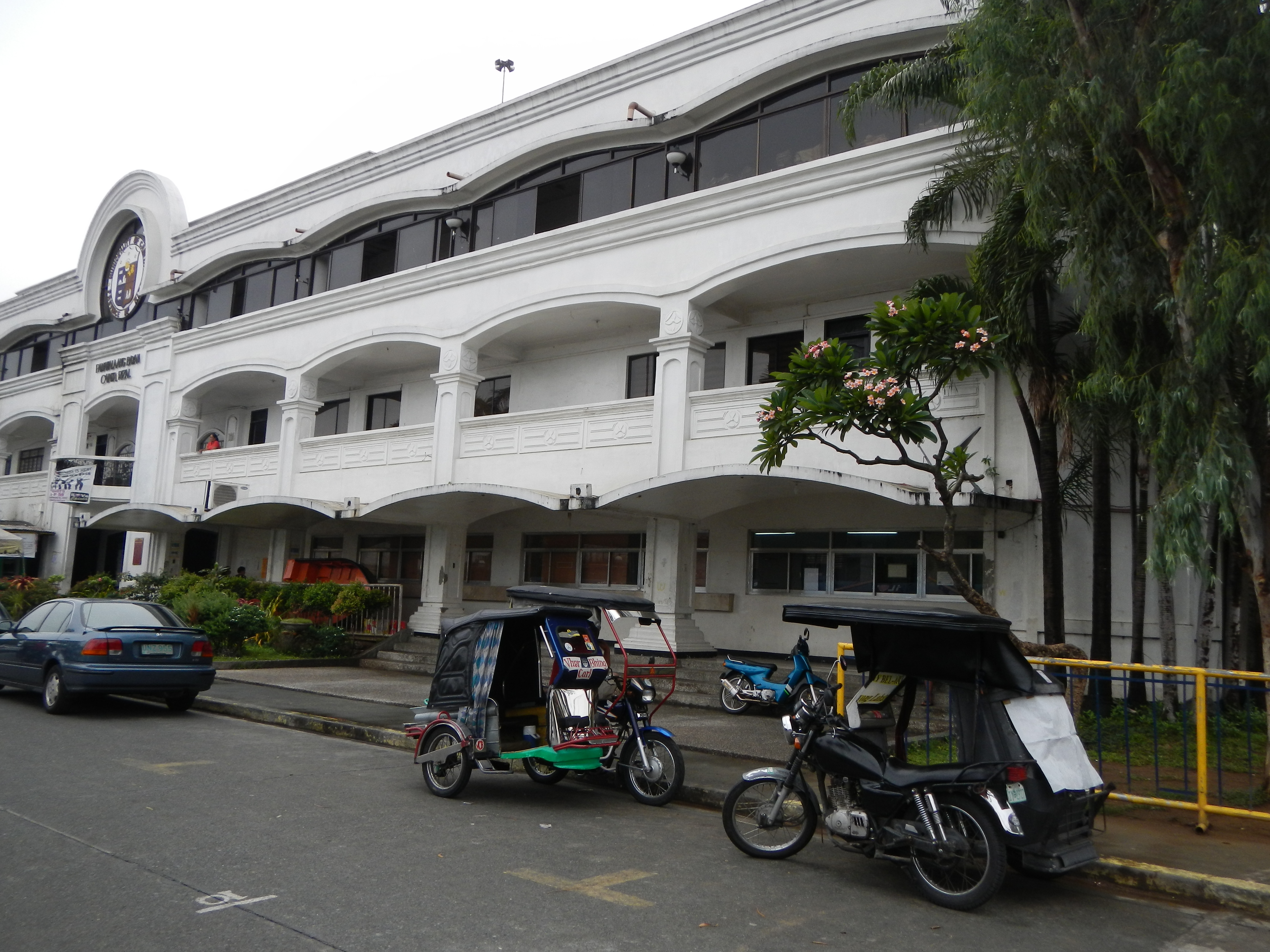
Мерія

1. ↑  2020 Census of Population and Housing (2020 CPH) Population Counts Declared Official by the President — Philippine Statistics Authority, 2021.